# François Laizeau
François Laizeau (* 19. November 1955 in Paris) ist ein französischer Jazz- und Fusionmusiker (Schlagzeug).

## Leben und Wirken
Laizeau nahm von 1973 bis 1976 Unterricht bei Dante Agostini. Seit 1975 arbeitet er als professioneller Musiker. Er spielte zunächst mit Yochk’o Seffer, Tania Maria und Claude Barthélémy. Zwischen 1981 und 1984 war er an Produktionen von Magma beteiligt und war zu Beginn der 1980er Jahre auch Mitglied von Zaka Percussion, mit denen er gleichfalls zwei Alben veröffentlichte. Dann trat er mit Toots Thielemans, Martial Solal, Eddy Louiss, Benoît Widemann, Michel Portal, François Jeanneau, Dominique Pifarély, Claus Stötter, George Gruntz, Emmanuel Bex sowie Mônica Passos auf. Zweimal wurde er für mehrere Jahre als Schlagzeuger in das Orchestre National de Jazz geholt, sowohl für die Produktionen von Denis Badault als auch für jene von Didier Levallet.
In den letzten Jahren gehörte er als Schlagzeuger dem Quartett von Michel Legrand-Natalie Dessay mit Pierre Boussaguet an; zudem begleitete er die Sängerin Christel Assan. Er arbeitete weiterhin mit Jean-Marc Padovani. Gemeinsam mit François Méchali und François Couturier setzte er sich in dem Projekt Musica Callada mit dem Werk von Frederic Mompou auseinander und spielte in Frédéric Moninos Band Around Jaco die Musik von Jaco Pastorius.
1994 wurde er als Professor für Schlagzeug ans Regional-Konservatorium in Aubervilliers berufen.

## Diskographische Hinweise
- Denis Badault, Simon Spang-Hanssen, Yves Torchinsky, François Laizeau Because for Ever (Blue Line 1993)
- Larry Schneider, François Couturier, François Méchali, François Laizeau Correspondances (Charlotte 2000)
- François Couturier, François Méchali, François Laizeau Musica Callada (ZigZag 2009)